# Federica Urgesi
Federica Urgesi (* 29. Januar 2005) ist eine italienische Tennisspielerin.

## Karriere
Urgesi begann mit sechs Jahren das Tennisspielen und bevorzugt Sandplätze. Sie spielt vorrangig vor allem auf Turnieren der ITF Women’s World Tennis Tour, wo sie bislang drei Titel im Doppel gewann.

## Turniersiege

### Doppel
| Nr. | Datum              | Turnier                  | Kategorie | Belag   | Partnerin             | Finalgegnerinnen             | Ergebnis          |
| --- | ------------------ | ------------------------ | --------- | ------- | --------------------- | ---------------------------- | ----------------- |
| 1.  | 20. November 2021  | Solarino                 | ITF W15   | Teppich | Denise Valente        | Melania Delai Alicia Smith   | 7:5, 6:74, [10:5] |
| 2.  | 29. April 2023     | Santa Margherita di Pula | ITF W25   | Sand    | Alessandra Teodosescu | Marie Benoît Dea Herdželaš   | 6:4, 6:3          |
| 3.  | 21. September 2024 | Nogent-sur-Marne         | ITF W15   | Sand    | Enola Chiesa          | Laura Böhner Chantal Sauvant | 6:1, 7:63         |

## Abschneiden bei Grand-Slam-Turnieren

### Juniorinneneinzel
| Turnier         | 2022 | 2023 | Karriere |
| --------------- | ---- | ---- | -------- |
| Australian Open | 1    | 2    | 2        |
| French Open     | –    | 1    | 1        |
| Wimbledon       | –    | 1    | 1        |
| US Open         | 1    | –    | 1        |

Zeichenerklärung: S = Turniersieg; F, HF, VF, AF = Einzug ins Finale / Halbfinale / Viertelfinale / Achtelfinale; 1, 2, 3 = Ausscheiden in der 1. / 2. / 3. Hauptrunde; nicht ausgetragen

### Juniorinnendoppel
| Turnier         | 2022 | 2023 | Karriere |
| --------------- | ---- | ---- | -------- |
| Australian Open | 1    | S    | S        |
| French Open     | –    | HF   | HF       |
| Wimbledon       | –    | HF   | HF       |
| US Open         | 1    | –    | 1        |